# Dalöldur
Dalöldur är ett berg i republiken Island. Det ligger i regionen Suðurland, i den sydvästra delen av landet, 110 km öster om huvudstaden Reykjavík. 
Trakten runt Dalöldur är nära nog obefolkad, med mindre än två invånare per kvadratkilometer. Det finns inga samhällen i närheten. Trakten runt Dalöldur består i huvudsak av gräsmarker.